# 寇格船

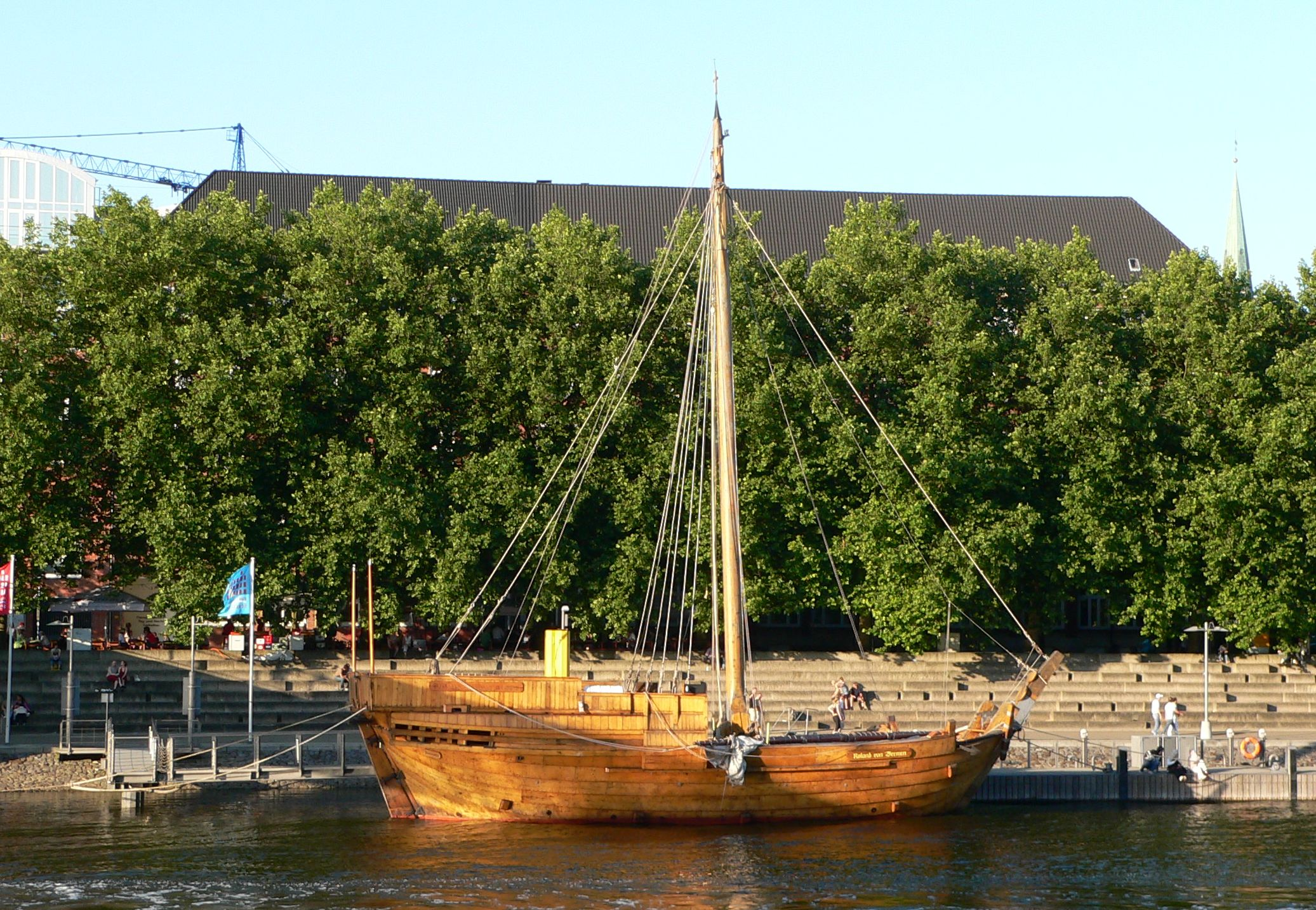
現代重製的寇格船。

寇克船或寇格船（Cog），是大航海時代北歐體系船隻中最為發達的船舶，在北歐航行至十五世紀左右。一般全長約30公尺，寬約8公尺，總重量約100吨到200吨左右。特徵是船體最尾端的舵，一般稱其為「船尾中央舵」或「中央舵」。船桅只有一根，位於船體中央，用以張開長方形的橫帆，垂直於船首與船尾的連線，適合順風航行。船體的整體形狀是細長形，這是種適合劃過北海強風大浪的形狀。
柯克船採用「搭接式」造船法製造。搭接式是指四世紀到十五世紀時，用於北歐船隻外板的造船法，由數片外板交疊鋪成，類似屋頂瓦片的疊法。雖然表面會凹凸不平，但船隻構造相當堅固。

柯克船在過去也被稱作「漢薩·柯克船（Hanse cockle）」。漢薩有「商場的伙伴」的意思，指中世紀北歐的經濟共同體漢薩同盟。漢薩同盟是以北海沿岸各都市為中心，由海洋貿易商人們所組成的商會，從十三世紀活動至十七世紀。而柯克船就是漢薩同盟各都市進行貿易時所愛用的船種。